# Mimi Keene
Mimi Roshan Saeed, mais conhecida por Mimi Keene (5 de agosto de 1998) é uma atriz britânica conhecida por seu papel como Cindy Williams na novela da BBC EastEnders e Ruby Matthews na série Sex Education da Netflix. Keene estudou na Italia Conti Academy of Theatre Arts de 2009 a 2014.

## Prêmios e indicações
| Ano  | Prêmio                  | Categoria                            | Indicação  | Resultado | Ref.  |
| ---- | ----------------------- | ------------------------------------ | ---------- | --------- | ----- |
| 2014 | The British Soap Awards | Melhor Performance por um Ator Jovem | EastEnders | Indicado  | [ 2 ] |
| 2015 | Inside Soap Awards      | Melhor Ator Jovem                    | EastEnders | Indicado  | [ 3 ] |